# Juan Belmonte
Juan Belmonte García (Sevilla, 14 de abril de 1892-Utrera, 8 de abril de 1962), llamado el Pasmo de Triana, fue un torero español, probablemente el más popular de la historia y considerado por muchos como el «fundador del toreo moderno». Abanderó la edad de oro del toreo junto a José Gómez «Joselito». Hasta 1920, fecha en que el mítico hijo de Fernando Gómez «El Gallo» sufrió su fatal cogida, la rivalidad profesional de Belmonte con Joselito hizo que la popularidad del toreo llegara a cotas nunca vistas antes ni después en la sociedad española. La carrera profesional de Belmonte se desarrolló entre 1913 y 1936, año en el que se retiró definitivamente tras dos retiradas fallidas en 1922 y 1934. En 1919 toreó 109 corridas, una cifra récord para el momento.[cita requerida]

## Primeros años
Juan Belmonte nació en la sevillana calle Ancha de la Feria, donde su familia tenía una modesta tienda de quincalla. Pocos años después, el establecimiento de la calle Feria es atribuido a uno de sus tíos en la partición de la herencia de su abuelo y la familia se traslada al barrio de Triana, donde su padre, natural de Prado del Rey, abre una pequeña tienda en un hueco del mercado de Triana, un tenderete que tenían que montar todos los días al amanecer. Los jueves trasladaban el puesto al mercadillo del Jueves.

Asistió a la escuela primaria solo entre los cuatro y los ocho años y quedó huérfano de madre muy pronto. De niño solía acompañar a su padre que acudía frecuentemente a los cafés de la calle Sierpes, como el café América y el Café Madrid a jugar al billar, mientras él curioseaba por los alrededores. A los once años su padre deja de llevárselo a los cafés y él, con otros chicos de su edad, formó una pandilla que, entre otras correrías adolescentes, se dedicaba a torear clandestinamente, por las noches, en cercados y dehesas de las afueras de Sevilla.

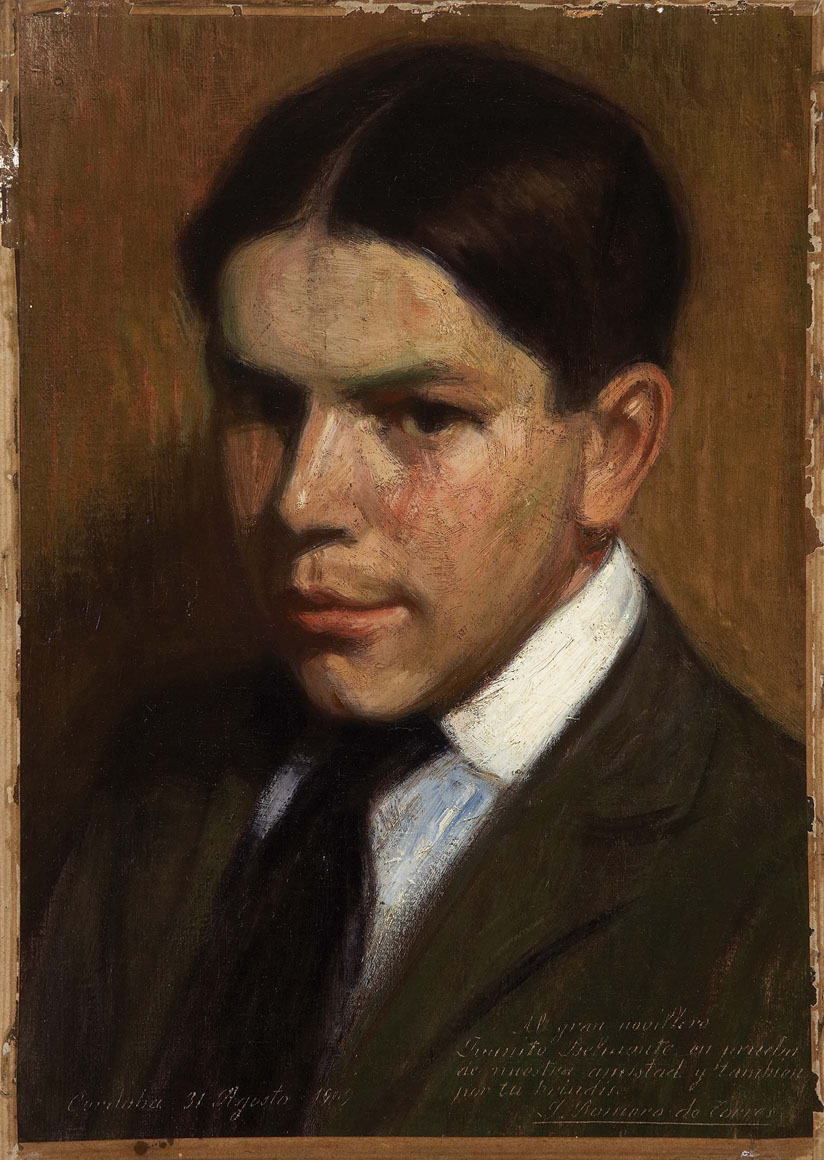
Juan Belmonte novillero (1909), por Julio Romero de Torres. Colección privada.

El diestro trianero Antonio Montes Vico era el ídolo de la pandilla, uno de cuyos miembros era el luego conocido líder anarquista Ángel Pestaña[cita requerida]. Amigo de su padre fue Calderón, banderillero de Antonio Montes, que le apadrinó en las tertulias y le allanó el camino para sus primeras actuaciones. También le enseñó a mejorar su técnica, ya que Belmonte fue completamente autodidacta. Posteriormente, Calderón sería miembro de su cuadrilla durante muchos años.[cita requerida]

## El inicio del torero
Vistió de luces por primera vez a los diecisiete años de edad en la plaza de toros de Elvas, en Portugal. El 21 de julio de 1912 triunfó como novillero en la Real Maestranza de Sevilla y fue llevado a hombros hasta su casa. El 7 de octubre de ese mismo año triunfó en Madrid, en una corrida junto a Celita y Saleri II. El riesgo que asume llama pronto la atención y comienza a forjarse la leyenda del Pasmo de Triana. Tomó la alternativa en Madrid el 16 de septiembre de 1913 con Machaquito de padrino –ese mismo día se retiraba del toreo– y con Rafael el Gallo, hermano mayor de Joselito, como testigo.

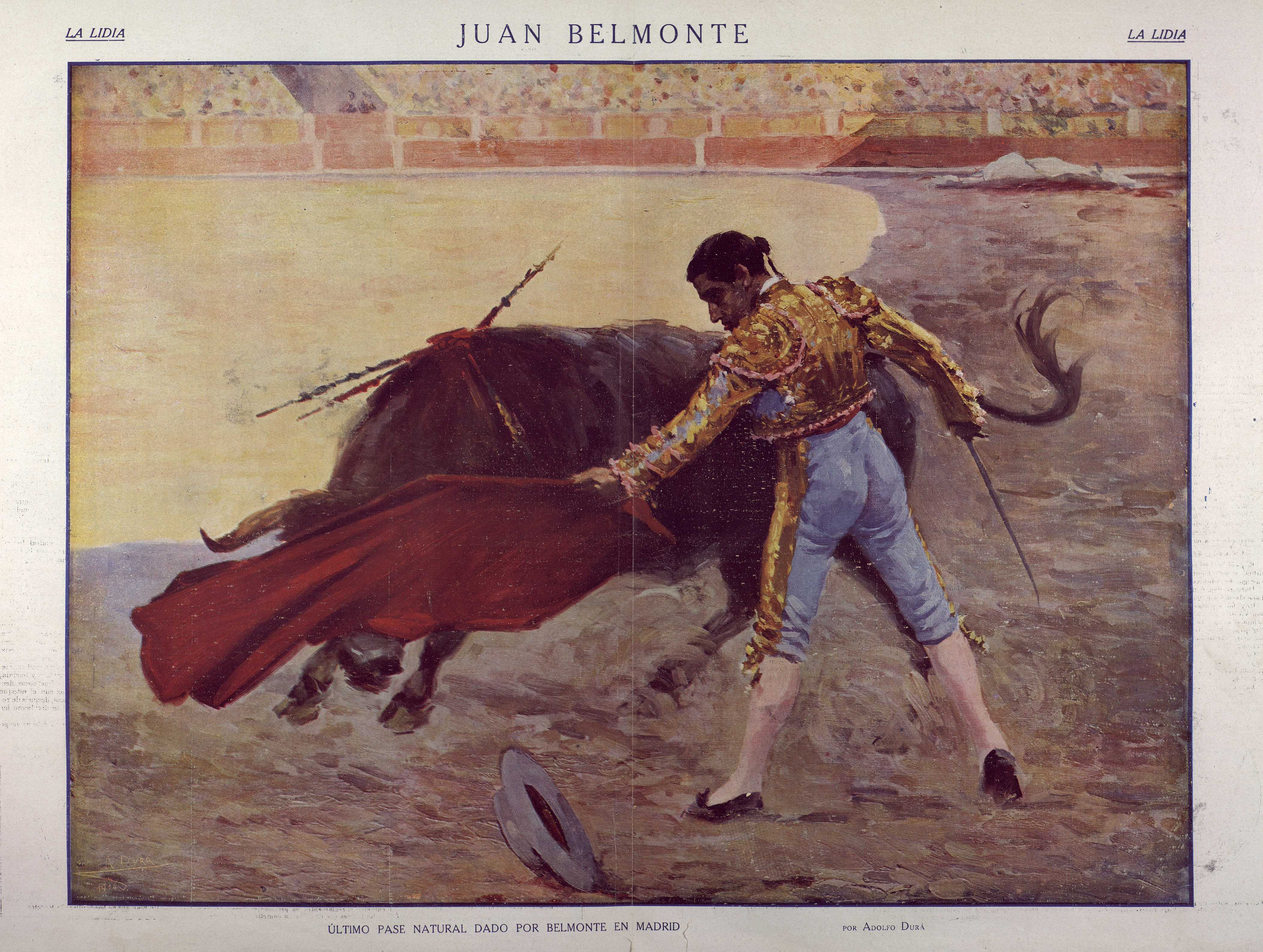
Belmonte toreando en Madrid (1914)

En 1914 comenzó su rivalidad con Joselito o, como él mismo decía, comenzó la rivalidad entre gallistas y belmontistas. La temporada de 1917 está considerada como la más brillante de su vida profesional. A finales de ese mismo año se presenta en Perú, donde permanecerá un año y conocerá a su futura esposa. El 26 de febrero de 1920 sufrió una cornada durante un tentadero en la dehesa de Padierno (Salamanca), propiedad de Argimiro Pérez Tabernero. Durante su convalecencia fue retratado por Venancio Gombau en su estudio de la calle Prior de la capital charra. En 1922 anuncia su primera retirada en Lima. Reaparece en los ruedos en 1924. Se convirtió en ganadero y continuó toreando hasta el inicio de la guerra civil española (1936).

## La revolución de Belmonte

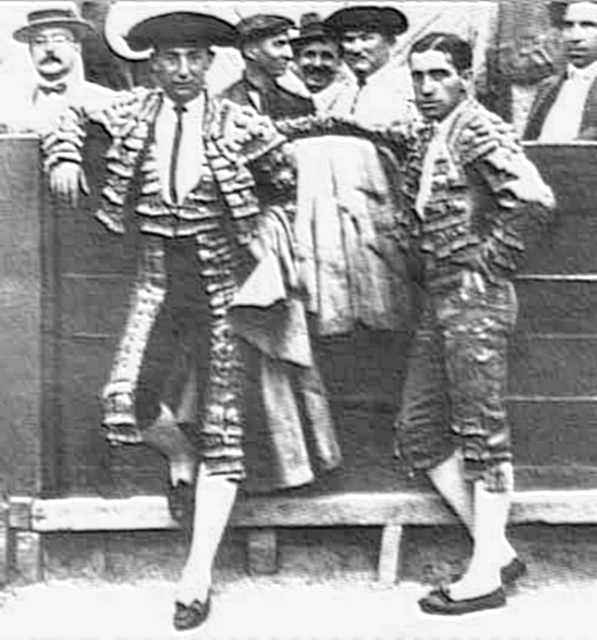
Belmonte (a la derecha) posa junto a Joselito «El Gallo» en la Plaza de Murcia en abril de 1920.

Belmonte fue trascendental para la historia del toreo porque impuso una revolución en la tauromaquia. Hasta la aparición de Belmonte, torear consistía básicamente en sortear las acometidas de los toros sobre las piernas con más o menos valor y gracia. Puso en práctica los tres tiempos de la lidia: parar, templar y mandar, a lo que más tarde agregó cargar la suerte. Rompió con el paradigma lagartijero, considerado hasta entonces ley natural.[cita requerida] La idea de torear quieto se convirtió en el deseo de todo torero, aunque con el toro de entonces no era siempre posible, y logró culminar Manolete, que alcanzó la quietud total.[cita requerida]
Su heterodoxia la ilustra la sentencia de Rafael Guerra (un matador de toros muy reconocido cuando comenzaba Belmonte su carrera), que le acompañó durante toda su carrera: «Darse prisa a verlo torear porque el que no lo vea pronto, no lo ve». Su épica rivalidad con Joselito dividió a la afición en gallistas y belmontistas, algo que no impidió que ambos fuesen grandes amigos y se profesasen respeto y admiración mutua.[cita requerida] El público quería verlos juntos y coincidieron en decenas de corridas durante varios años, lo que hizo que ambos se influyesen y evolucionasen mutuamente, configurando también de forma definitiva el futuro del toreo moderno.[cita requerida]
Belmonte también cambió la imagen tradicional de los toreros, renunciando a la coleta clásica de torero. 

## El mito de Belmonte

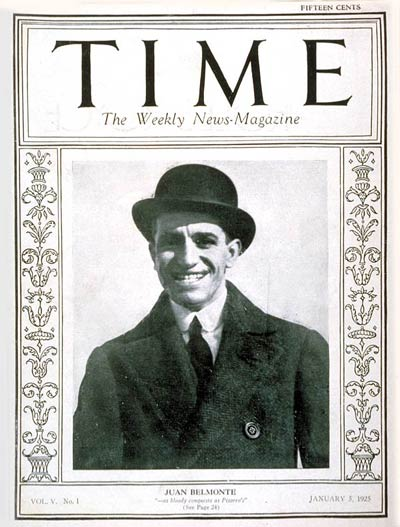
Juan Belmonte en la portada de la revista Time del 5 de enero de 1925.

Sin estudios apenas, pero lector empedernido (cuentan que se llevaba en sus viajes maletas llenas de libros),[cita requerida] su inteligencia y extraordinaria personalidad le permitieron relacionarse con los miembros de la cultura y de la alta sociedad.[cita requerida] Llegaron a organizarle un homenaje, en el que Valle-Inclán pronunció un encendido discurso en su favor.
Ningún torero ha tenido, antes ni después, tanto apoyo entre intelectuales del máximo nivel. Gerardo Diego, de la generación del 27, le dedicó su «Oda a Belmonte»:
Yo canto al varón pleno,
al triunfador del mundo y de sí mismo
que al borde —un día y otro— del abismo
supo asomarse impávido y sereno.
Belmonte fue amigo también del escritor estadounidense Ernest Hemingway y aparece de forma destacada en dos de sus novelas: Muerte en la tarde y Fiesta.[cita requerida]
Pero lo que acabó de forjar el mito belmontino fue la biografía que le dedicó el periodista sevillano Manuel Chaves Nogales, titulada Juan Belmonte, matador de toros, su vida y sus hazañas y publicada por entregas en la revista Estampa, a partir de junio de 1935; Chaves Nogales redactó la obra en forma de autobiografía a partir de las numerosas conversaciones que mantuvo con el diestro.[cita requerida]
A punto de cumplir setenta años, Juan Belmonte se suicidó de un disparo en su cortijo de Gómez Cardeña —entre Sevilla y Jerez— el 8 de abril de 1962. A pesar de ser suicida, se le permitió ser enterrado en el cementerio de San Fernando de Sevilla.

## De banderillero a gobernador civil

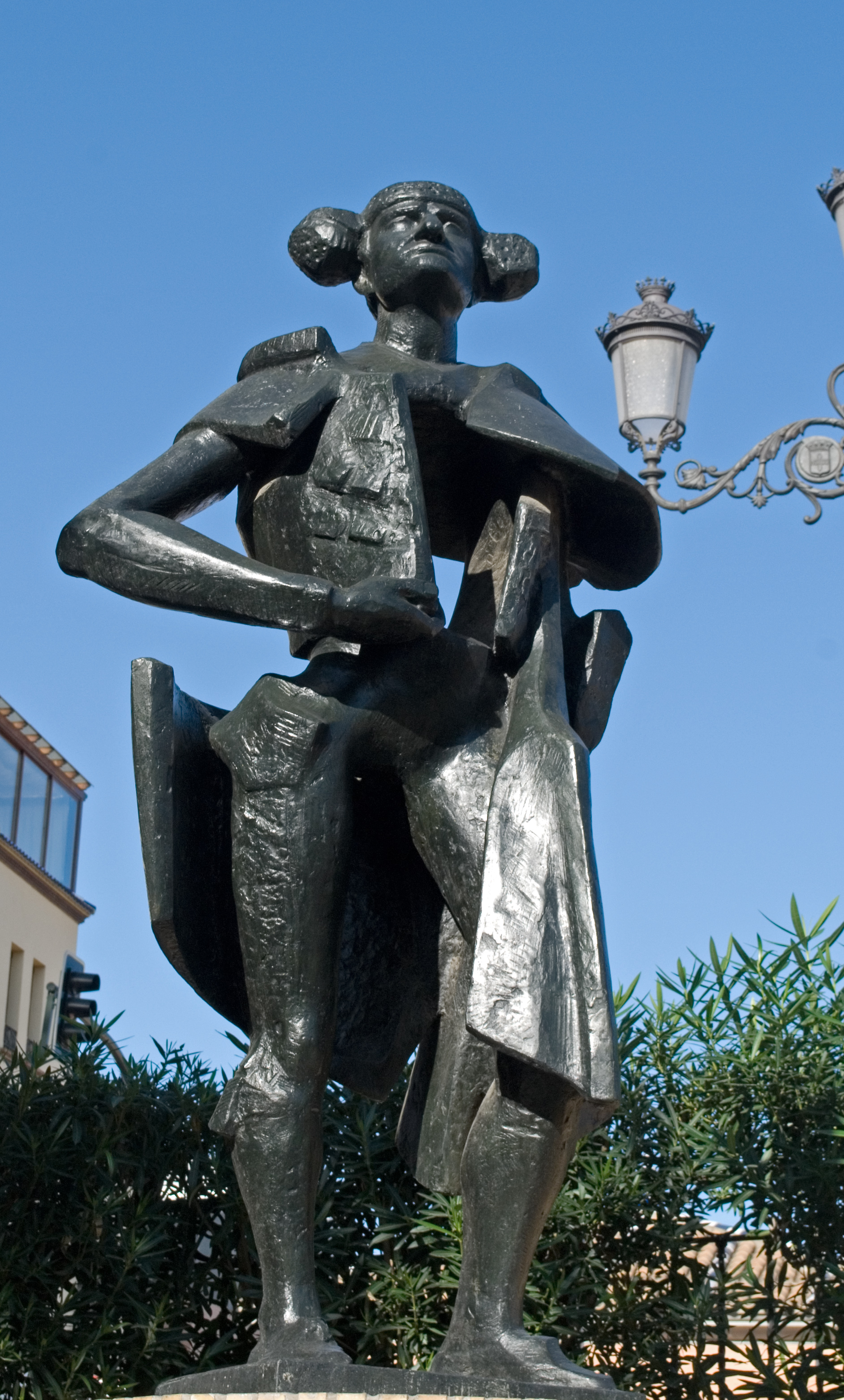
Estatua de Belmonte junto al Puente de Triana, en Sevilla, obra de Venancio Blanco, del año 1972.

Su banderillero Joaquín Miranda, después de la guerra, ocupó el cargo de gobernador civil de la provincia de Huelva y como tal le tocó presidir un festival benéfico al que asistía Juan Belmonte con un amigo no versado en cuestiones de tauromaquia. Había este señor oído campanas acerca de la biografía del gobernador rehiletero, pero no sabía dónde, y viéndolo en el palco presidencial, le preguntó al Pasmo de Triana: «Don Juan, ¿es verdad que este señor gobernador ha sido banderillero suyo?». Belmonte le respondió con su laconismo conceptista: «Sí». Y el otro insistió: «Don Juan, ¿y cómo se puede llegar de banderillero de Belmonte a gobernador?». A Juan le salió el genial tartamudeo de Demóstenes de la generación del 98 y respondió: «¿Po… po… po cómo va a sé? De… de… degenerando…».
- La cantante Rocío Jurado le dedicó «Ay! Soledad» en su disco Con mis cinco sentidos en 1998.
- Achero Mañas, en la adolescencia y juventud, y Lautaro Murúa, en la vejez, interpretan al torero en la película de Juan Sebastián Bollaín titulada Belmonte (1995).
- El grupo pop madrileño Gabinete Caligari escribió una canción sobre su suicidio, titulada «Sangre española».
- La Niña de Antequera cantó «Recordando a Belmonte».
- El cantante de copla Rafael Farina le dedicó «La muerte de Juan Belmonte».
- En la película Medianoche en París (de Woody Allen), Belmonte es interpretado por el actor Daniel Lundh.